# Erythranthe bicolor
Erythranthe bicolor är en gyckelblomsväxtart som först beskrevs av Karl Theodor Hartweg och George Bentham, och fick sitt nu gällande namn av Guy L. Nesom och N.S.Fraga. Erythranthe bicolor ingår i släktet Erythranthe och familjen gyckelblomsväxter. Inga underarter finns listade i Catalogue of Life.